# Воєнний хрест 1939—1945

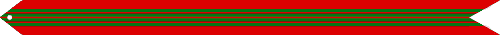
Почесна стрічка Воєнного Хреста для нагороджених військових формувань

Воєнний хрест 1939–1945 (фр. Croix de guerre) — військова нагорода Франції, започаткована Головою ради міністрів Франції 26 вересня 1939 року Едуаром Даладьє для нагородження як військових (генералів, офіцерів, унтер-офіцерів, солдатів, цілих військових підрозділів), так і цивільних осіб, які особливо відзначилися у роки Другої світової війни на стороні союзників.

## Нагородження
У зв'язку з тим, що воєнні дії, в яких брали участь французькі громадяни, тривали на гігантському просторі Другої світової війни, нагородження хрестом здійснювалося за певними категоріями:
- нагородження тих, хто відзначився в ході битви за Францію;
- нагородження тих, хто відзначився серед учасників французького Руху опору;
- нагородження тих, хто відзначився в лавах «Вільної Франції»;
- нагородження тих, хто бився на Західному фронті 1942–1945;
- нагородження тих, хто брав участь в боях на Середземноморському, Близькосхідному і Африканському театрах воєнних дій.

Військовослужбовці, які були офіційно визначені вищим командуванням отримували на Хрест відзнаку у вигляді бронзової зірки для заохочення на найнижчому рівні та пальмову гілку з різного металу на найвищому:
- бронзова зірка — для відзначених на полковому та бригадному рівні;
- срібна зірка — для відзначених на дивізійному рівні;
- позолочена зірка — для відзначених на корпусному рівні;
- бронзова пальмова гілка — для відзначених на армійському рівні;
- срібна пальмова гілка — для відзначених щонайменше 5 разів бронзовими зірками;
- позолочена пальмова гілка — для виключного заохочення учасників французького Руху опору.

## Опис нагороди
Нагорода була розроблена відомим французьким скульптором Альбертом Бартоломео у вигляді бронзового Мальтійського хрест, по кутах якого знаходяться два схрещені мечі. На медальйоні в центрі хреста — повернена в ліву сторону голова Маріанни у фригійському ковпаку з написом по периметру фр. "République française". Хрест носиться на орденській стрічці, на лівій стороні грудей. На реверсі нагороди дати участі в конфлікті: 1939–1940, 1939–1945, або 1940.

## Галерея
Варіанти Воєнного хреста 1939-1945

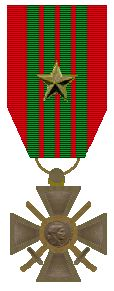
Воєнний хрест 1939—1945 з однією бронзовою зіркою
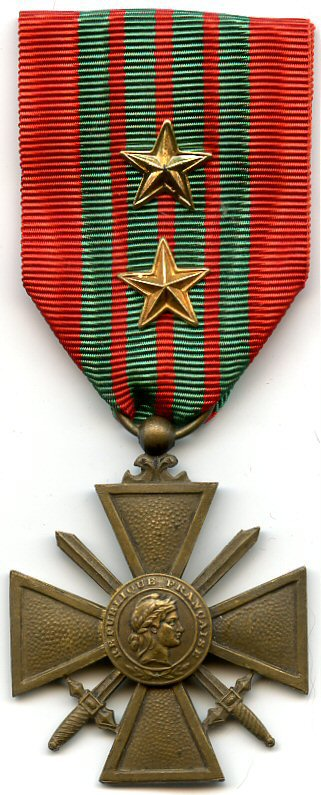
Воєнний хрест 1939—1945 з позолоченою та бронзовою зірками
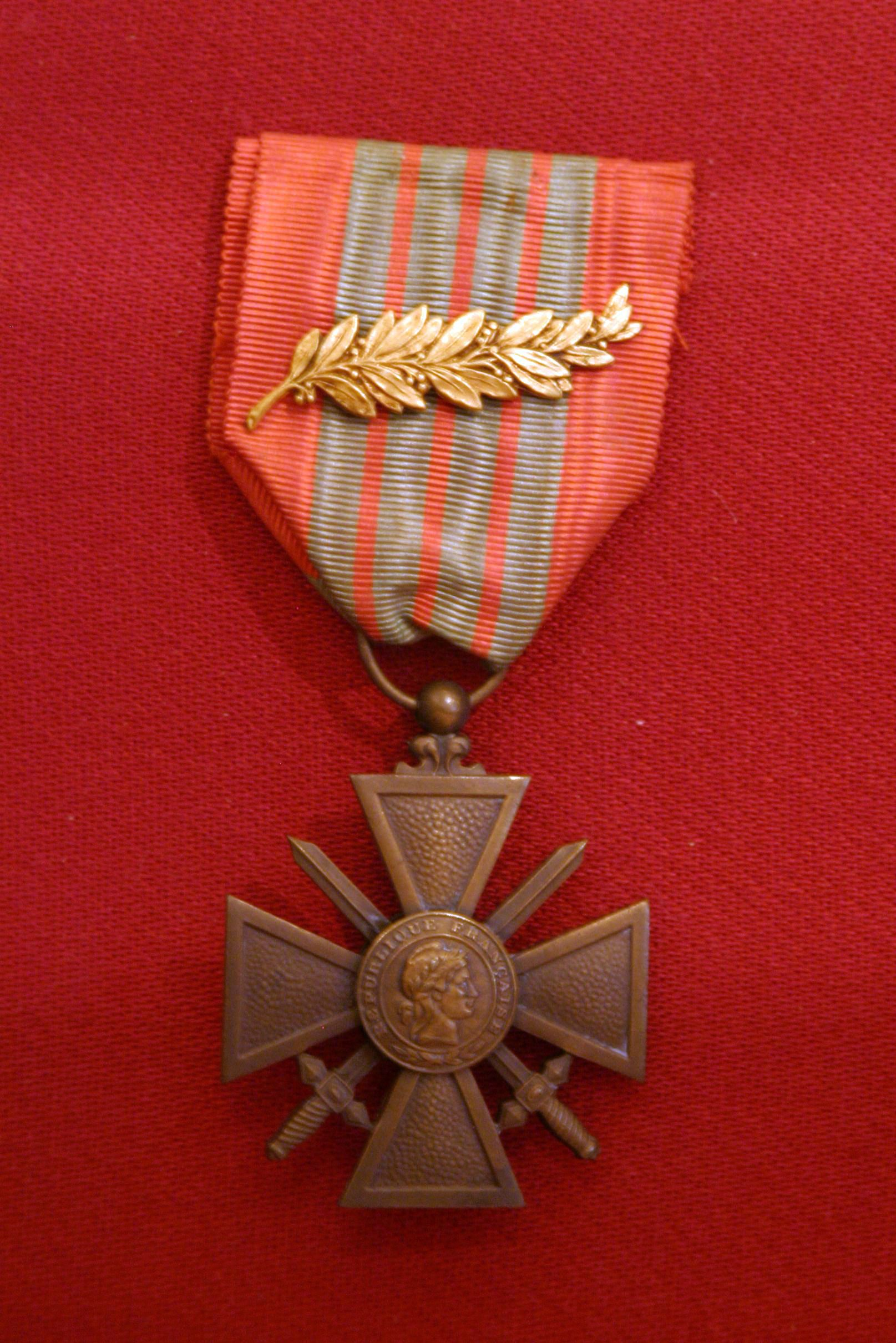
Воєнний хрест 1939—1945 з позолоченою пальмовою гілкою
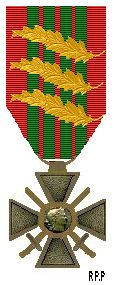
Воєнний хрест 1939—1945 з трьома позолоченими пальмовими гілками
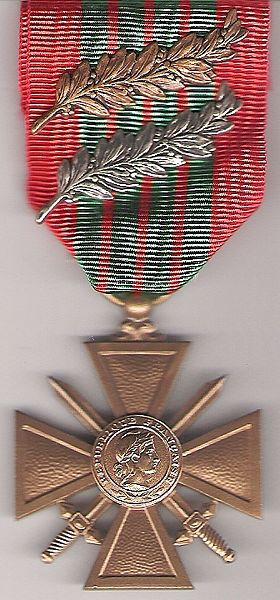
Воєнний хрест 1939—1945 з срібною та бронзовою пальмовими гілками
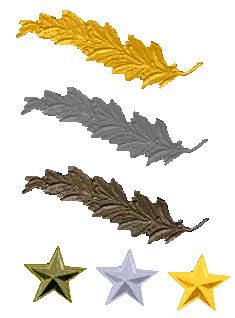
Знаки Офіційного визнання вищим командуванням Воєнного хреста 1939—1945: позолочена, срібна та бронзова гілки, позолочена, срібна та бронзова зірки